# Lucio Volusio Meciano

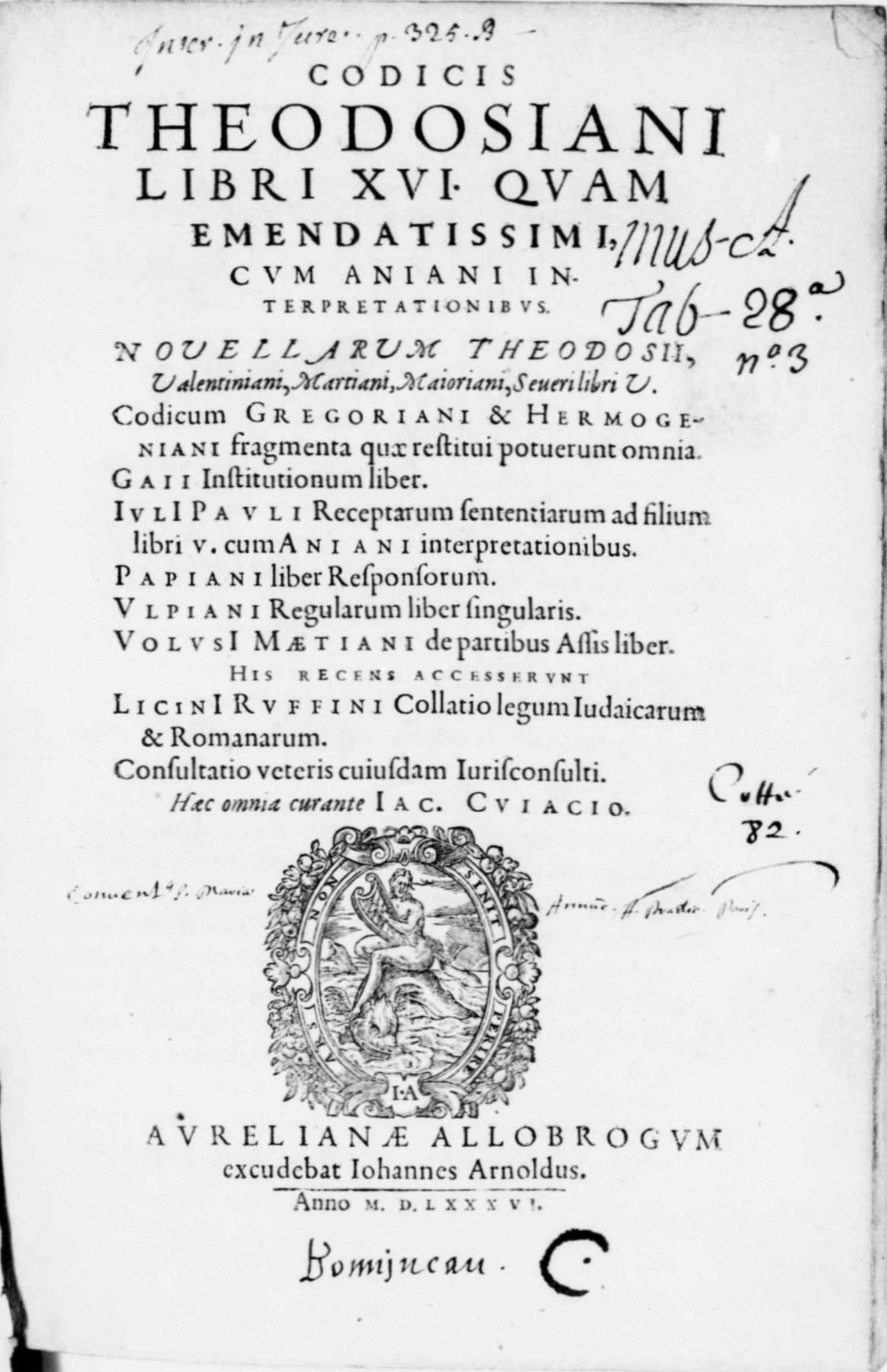
Edición del Codex Theodosianus con comentarios de Meciano y otros, edición de 1586.

Lucio Volusio Meciano (en latín: Lucius Volusius Maecianus; c. 110 - 175), fue un jurisconsulto y político romano, que vivió en el siglo II, y desarrolló su carrera política durante los reinados de los emperadores Adriano, Antonino Pío y Marco Aurelio, originalmente perteneciente al orden ecuestre, fue nombrado Senador y cónsul sufecto por este último emperador alrededor del año 163.

## Biografía
Asesoró al emperador Antonino Pío en asuntos legales, además de ser tutor en leyes del emperador Marco Aurelio y Prefecto de Egipto (la provincia más grande gobernada por un Caballero) en el periodo 160-161. A su regreso de Egipto, disfrutó del honor de la adlectio y entró en el Senado gracias a Marco Aurelio, con el rango de pretor. Fue autor de diversos trabajos sobre depósitos (Fideicomissa), Judicia publica, y de una colección de leyes rodias relativa a negocios marítimos. También se ha conservado, a excepción de la parte final, su tratado sobre divisiones numéricas, pesos y medidas (Distributio).
Podemos seguir su carrera como ecuestre a partir de una inscripción establecida en Ostia para honrar a Meciano como patrón de esa colonia. Esta inscripción da fe de que fue prefecto de la Cohorte I Aelia classica y prefectus fabrum, dos escalones en los tres cargos militares de la clase ecuestre. El siguiente cargo notable fue un sinecure del propio emperador Antonino Pío: prefectus vehiculorum, o director del correo público. Según Anthony Birley: esto se hizo para que Meciano "pudiera permanecer en Roma, donde estaría disponible para dar consejos sobre problemas legales en el concilio imperial. Otros cargos que ocupó en Roma fueron secretario Ab epistuli (secretario Imperial) y prefecto de la annona.
En este punto, Meciano fue ascendido a oficinas ecuestres de alto nivel. El primero fue Praefectus annonae, o supervisor del suministro de grano para la ciudad capital. Luego fue prefecto de Egipto en 161, la provincia más grande gobernada por un eques. Fue después de que Marco Anneo Siriaco lo sucedió en Egipto, que Meciano fue admitido en el Senado.
Tras su ascenso al Senado, Marco Aurelio nombró a Meciano prefecto del "aerarium Saturni" o tesoro público para que, como explica Birley, el emperador "pudiera mantener a su lado a este eminente abogado, su antiguo tutor".